# Cully (Vaud)
Cully es una localidad y antigua comuna suiza del cantón de Vaud, capital del distrito de Lavaux-Oron.
Desde el 1 de julio de 2011 entró en vigor la fusión de la comuna de Cully con las comunas de Epesses, Grandvaux, Riex y Villette (Lavaux) en la nueva comuna de Bourg-en-Lavaux.

## Geografía
La localidad se encuentra situada entre los bordes de Lago Lemán y los viñedos del Lavaux. Políticamente la comuna limitaba al norte con la comuna de Forel (Lavaux), al este con Riex y Epesses, al sur con Meillerie (FR-74), y al oeste con Grandvaux. Incluye también la localidad de Treytorrens (Lavaux).
La comuna fue capital hasta el 31 de diciembre de 2007 del distrito de Lavaux y del círculo de Cully.

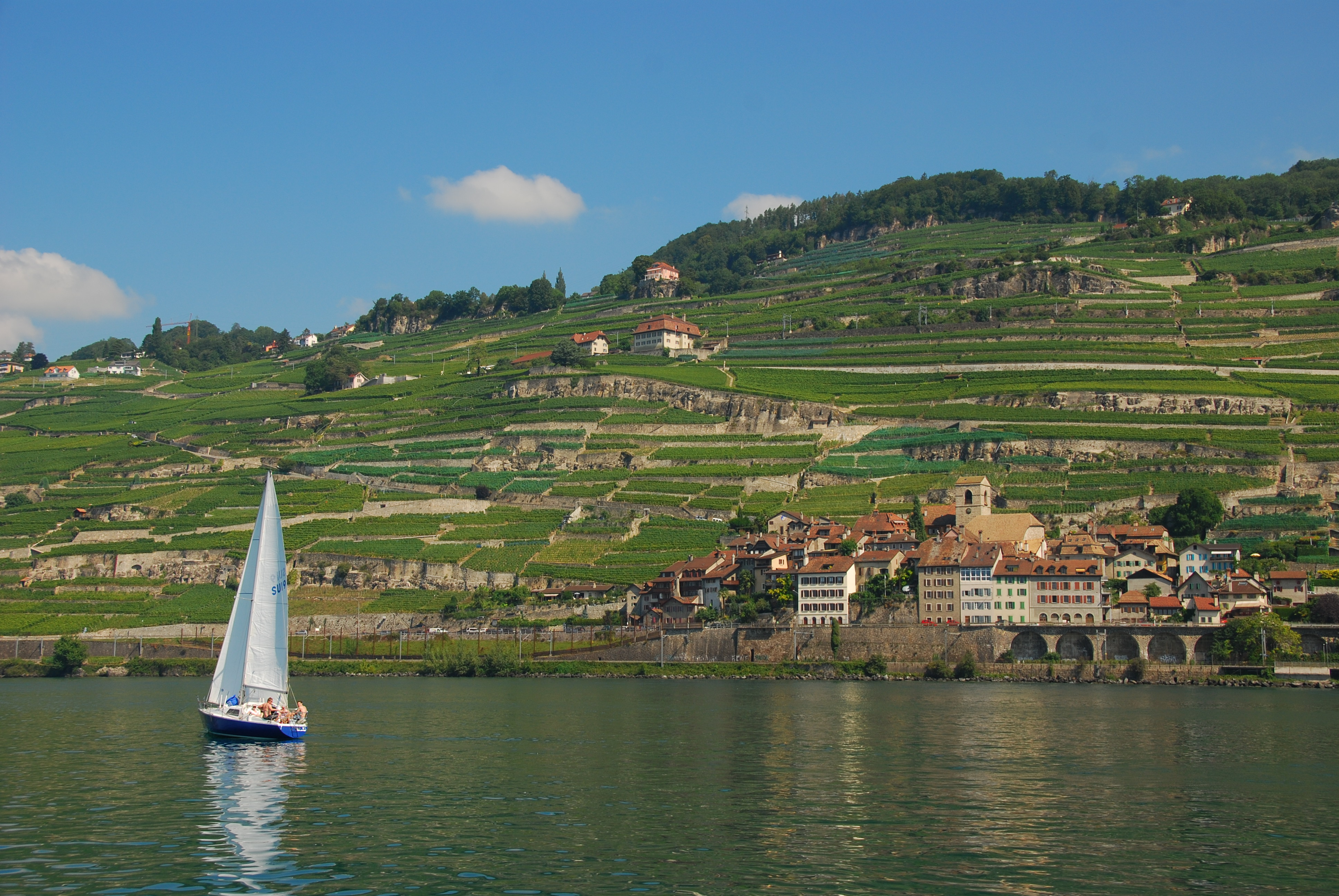
Vista del lago y de los viñedos.

## Transportes
Ferrocarril
Existe una estación de ferrocarril en la localidad en la que efectúan parada trenes de cercanías de dos líneas de la red 'RER Vaud'.